# NGC 2476
NGC 2476 is een elliptisch sterrenstelsel in het sterrenbeeld Lynx. Het hemelobject werd op 23 februari 1878 ontdekt door de Franse astronoom Édouard Jean-Marie Stephan.

## Synoniemen
- UGC 4106
- MCG 7-17-3
- ZWG 207.8
- PGC 22260